# Unione Sportiva Anconitana 1969-1970
Questa pagina raccoglie le informazioni riguardanti l'Unione Sportiva Anconitana nelle competizioni ufficiali della stagione 1969-1970.

## Rosa
| N. |                   | Ruolo | Calciatore            |
| -- | ----------------- | ----- | --------------------- |
|    | Italia (bandiera) | C     | Corrado Albicocco     |
|    | Italia (bandiera) |       | Andreucci             |
|    | Italia (bandiera) | A     | Pier Angelo Ballario  |
|    | Italia (bandiera) | D     | Guido Balloni         |
|    | Italia (bandiera) | C     | Bolognesi             |
|    | Italia (bandiera) | D     | Giuseppe Bonvicini    |
|    | Italia (bandiera) | D     | Bruno Bussolari       |
|    | Italia (bandiera) |       | Camilletti            |
|    | Italia (bandiera) | C     | Sergio Carpanesi      |
|    | Italia (bandiera) | D     | Castruccio Castracani |
|    | Italia (bandiera) | A     | Pasquale Cavicchia    |
|    | Italia (bandiera) | P     | Sauro Cinelli         |
|    | Italia (bandiera) |       | Del Zoppo             |
|    | Italia (bandiera) | A     | Beniamino Di Giacomo  |
|    | Italia (bandiera) | P     | Fausto Fusani         |

| N. |                   | Ruolo | Calciatore        |
| -- | ----------------- | ----- | ----------------- |
|    | Italia (bandiera) | D     | Gianni Gasparoni  |
|    | Italia (bandiera) | A     | Enzo Gerardi      |
|    | Italia (bandiera) | D     | Stefano Giampieri |
|    | Italia (bandiera) | D     | Giancarlo Mambrin |
|    | Italia (bandiera) | C     | Gastone Marchi    |
|    | Italia (bandiera) | C     | Rossano Marinelli |
|    | Italia (bandiera) | C     | Domenico Masuzzo  |
|    | Italia (bandiera) |       | Moriggia          |
|    | Italia (bandiera) |       | Pasquale          |
|    | Italia (bandiera) |       | Papponetti        |
|    | Italia (bandiera) |       | Petraccini        |
|    | Italia (bandiera) |       | Pignotti          |
|    | Italia (bandiera) | D     | Ilario Salvadori  |
|    | Italia (bandiera) | C     | Luciano Santini   |
|    | Italia (bandiera) | C     | Giuliano Volpe    |